# ウォルター・レッグ
ウォルター・レッグ（Walter Legge, 1906年6月1日 - 1979年3月22日）は、イギリスはロンドン生まれのレコーディング・プロデューサー。

## 経歴
20歳でEMI傘下のHMV (His Master's Voice) に入社。しかし会社の方針に余りに遠慮せずものを言ったため3ヶ月で解雇されてしまう。しかしその後1年足らずのうちに資料部長として再雇用された。レッグは新譜のために解説や宣伝文を書き、PR誌「ヴォイス」の編集を行った。
1931年、彼は会社に斬新なアイディアを提供する。まだレコード化されておらず、需要もよくわからない音楽の録音を行うための予約販売である。「～協会」の名の元に一定数の予約者が集まって利益が出る場合にのみレコードを作るもので、会社側はリスクを避けられるメリットがあった。
最初に企画されたのは彼の長年の望みであったヴォルフ歌曲集であった。フーゴ・ヴォルフ協会は成立に最低必要な500名の予約者を集めることに成功し、1932年4月にエレナ・ゲルハルトによる6枚組(SPレコード)のアルバムが発売された。予約者のうち111人は日本からのものであり、1932年(昭和7年)という時期を考えると、当時の日本の愛好家の歌手およびまだ接したことのないヴォルフの歌曲への期待の大きさがうかがえる。
この成功によりレッグは多数の協会方式によるレコード製作を行い、それらのうち重要な録音はLPレコード時代は「GR盤」として有名であり、6、70年を経た今日でもなおCD化されて発売されている。
第2次大戦中はヨーロッパ大陸での録音は中断したが、戦後彼は大成した音楽家だけでなく、新人音楽家を積極的に発掘し、専属契約を結ぶことに力を入れた。カラヤン、エリーザベト・シュヴァルツコップ(1953年にレッグと結婚する)、マリア・カラスなどとはこの時期に仕事を始めている。
レッグは戦後ナチ党員であったとして演奏を禁じられていたカラヤンのために、彼が1945年に創立したフィルハーモニア管弦楽団を提供し、レコード録音で大きな成功を収めた。しかし、1954年のフルトヴェングラーの死とともにカラヤンがベルリン・フィルハーモニーの指揮者になると、カラヤンの活動の中心はベルリンになる。また当時の専属契約で彼はベルリンでの録音はDG（ドイツ・グラモフォン）でしかできなくなった。レッグはカラヤンに代わり当時実力に見合ったポストに恵まれなかったオットー・クレンペラーに白羽の矢を立て、この巨匠による最良の演奏記録を残すことを1954年から開始した。
その後、EMIはクラシック音楽の事業予算を削減し始めたため、また彼の完全主義が社内での対立を生んでいたこともあり、レッグは1963年にEMIを去ることを決意した。
1964年3月、彼は手塩に掛けたフィルハーモニア管弦楽団を突如解散した。このことは楽団員およびクレンペラーとの間に緊張関係をもたらした。このあと楽団は同年10月、クレンペラーを首席指揮者としてニュー・フィルハーモニア管弦楽団の名前で再出発した。
フリーになったレッグを再雇用するレコード会社はなく、その後の彼はシュヴァルツコップのレコーディングだけを行ったに過ぎないが、そのレコードはすべて、彼女にとっても、後世の音楽愛好家にとっても重要な演奏記録となった。
1967年、歌曲伴奏ピアニストの名手ジェラルド・ムーアの演奏会からの引退コンサートを企画して腕を振っていた最中に心臓発作に見舞われた。1969年には、モントルー国際レコード賞の特別賞を受賞した。
その後、彼はシュヴァルツコップとともに後進の育成のためのマスタークラスをジュリアード音楽院をはじめ世界各地でひらいた。
レッグは1979年3月17日に心臓発作を起こし、医師の忠告を聞かずにチューリヒで行われたシュヴァルツコップの引退コンサートを聴きに行き、5日後の3月22日に没した。

## 録音について
レッグは演奏記録を完全なものに近づけるため、新人だろうと巨匠だろうと自らの音楽的信念に基づき、忌憚無く意見を述べ、助言し、鼓舞して演奏家の最高の資質を引き出そうとした。トスカニーニに彼の録音のいくつかについて意見を求められたとき、レッグが率直な批評をしたため、この大指揮者はレッグを評価するようになり、後にロンドンでレッグが率いるフィルハーモニア管弦楽団との演奏会も実現したのである。
レッグは、完全主義者であったが、それを支える優れた音楽の理解力と批評能力を持っていた。彼は自分が演奏家になれるとは思わなかったが、優れたレコードやコンサートを聴いて自分の耳を鍛え、アーネスト・ニューマンから批評のあり方とフーゴ・ヴォルフへの関心を学んだ。ヴォルフの作品はレコードでも演奏会でも聞くことができず、そのため状況を改善するためにレコード会社に入ることを考え始めた。レッグはまず「マンチェスター・ガーディアン」誌に音楽批評を書く仕事につき、歯に衣着せぬ批評で知られるようになった。
「オペラ」誌の追悼記事は「音楽の上で私が彼に捧げることのできる最大の賛辞は、3つの別々な機会に、フルトヴェングラー、カラヤン、リパッティがかつて、レッグこそ私が最も多くのことを学び取った人だ、と語ったことを記録すること」であると述べていた。